# الدوري البلجيكي الدرجة الأولى 2009–10
موسم 2009–10 من الدوري البلجيكي الدرجة الأولى هو الموسم السابع بعد المئة من أعلى بطولة دوري بلجيكية. انتهى بفوز رويال سبورت كلوب أندرلخت باللقب للمرة الثلاثين في تاريخه.

## جدول الترتيب
تتأهل الفرق الستة الأولى إلى دورة لتحديد البطل والمتأهلان إلى دوري أبطال أوروبا 2010–11، أما الثمان فرق التالية فتنتقل إلى دورة لتحديد التأهل إلى الدوري الأوروبي 2010–11، الفريقان صاحبا المركزين الأخيرين ينتقلان إلى جولة هبوط/ترقّي.
| الترتيب | الفريق                             | ل  | ف  | ت  | خ  | له | عليه | ن  | +/- | ملاحظات                                                           |
| ------- | ---------------------------------- | -- | -- | -- | -- | -- | ---- | -- | --- | ----------------------------------------------------------------- |
| 1       | رويال سبورت كلوب أندرلخت           | 28 | 22 | 3  | 3  | 62 | 20   | 69 | +42 | انتقال إلى دورة تحديد البطل والتأهل إلى دوري أبطال أوروبا 2010–11 |
| 2       | كلوب بروج كيه في                   | 28 | 17 | 6  | 5  | 52 | 33   | 57 | +19 | انتقال إلى دورة تحديد البطل والتأهل إلى دوري أبطال أوروبا 2010–11 |
| 3       | كيه إيه إيه غينت                   | 28 | 14 | 7  | 7  | 49 | 30   | 49 | +19 | انتقال إلى دورة تحديد البطل والتأهل إلى دوري أبطال أوروبا 2010–11 |
| 4       | كيه في كورتريك                     | 28 | 12 | 9  | 7  | 39 | 30   | 45 | +9  | انتقال إلى دورة تحديد البطل والتأهل إلى دوري أبطال أوروبا 2010–11 |
| 5       | كونينكليجك سينت ترويدن في في       | 28 | 12 | 6  | 10 | 35 | 35   | 42 | 0   | انتقال إلى دورة تحديد البطل والتأهل إلى دوري أبطال أوروبا 2010–11 |
| 6       | سبورتفرينغنغ زولته فاريجيم         | 28 | 10 | 11 | 7  | 39 | 32   | 41 | +7  | انتقال إلى دورة تحديد البطل والتأهل إلى دوري أبطال أوروبا 2010–11 |
| 7       | يالو ريد كيه في ميخيلين            | 28 | 12 | 3  | 13 | 36 | 46   | 39 | -10 | انتقال إلى دورة تحديد التأهل إلى الدوري الأوروبي 2010–11          |
| 8       | رويال ستاندارد دي لييج             | 28 | 10 | 9  | 9  | 38 | 34   | 39 | +4  | انتقال إلى دورة تحديد التأهل إلى الدوري الأوروبي 2010–11          |
| 9       | سيركل بروج كونينكليجك سبورتفرينغنغ | 28 | 11 | 5  | 12 | 45 | 40   | 38 | +5  | انتقال إلى دورة تحديد التأهل إلى الدوري الأوروبي 2010–11          |
| 10      | جيرمينال بيرسخوت أنتويربن          | 28 | 9  | 8  | 11 | 30 | 43   | 35 | -13 | انتقال إلى دورة تحديد التأهل إلى الدوري الأوروبي 2010–11          |
| 11      | كونينكليجك ريسينغ كلوب جينك        | 28 | 8  | 10 | 10 | 33 | 31   | 34 | +2  | انتقال إلى دورة تحديد التأهل إلى الدوري الأوروبي 2010–11          |
| 12      | كونينكليجك كلوب فيسترلو            | 28 | 8  | 8  | 12 | 28 | 34   | 32 | -6  | انتقال إلى دورة تحديد التأهل إلى الدوري الأوروبي 2010–11          |
| 13      | سبورتينغ دو باي دي شارلروا         | 28 | 5  | 8  | 15 | 28 | 45   | 23 | -17 | انتقال إلى دورة تحديد التأهل إلى الدوري الأوروبي 2010–11          |
| 14      | سبورت كلوب لوكييرين أو في          | 28 | 5  | 3  | 20 | 22 | 54   | 18 | -32 | انتقال إلى دورة تحديد التأهل إلى الدوري الأوروبي 2010–11          |
| 15      | كونينكليجك سبورتفرينغنغ رويسيلاري  | 28 | 4  | 6  | 18 | 29 | 58   | 18 | -29 | انتقال إلى دورة هبوط/ترقّي                                         |
| 16      | رويال إكسلسيور موسكرون             |    |    |    |    |    |      |    |     | هبوط إلى الدرجة الثانية                                           |

## دورة تحديد البطل
يحسب لكل فريق نصف نقاطه في الدوري، ثم يجمع عليه ما يحصده في الدورة، المتصدر يفوز بالبطولة، وينتقل مع الوصيف إلى دوري أبطال أوروبا، أما الثالث فينتقل مباشرة إلى الدوري الأوروبي، وصاحب المركز الرابع ينتقل إلى جولة حاسمة لتحديد المتأهل الثاني إلى الدوري الأوروبي.
| الترتيب | الفريق                       | ل  | ف | ت | خ | له | عليه | ن  | +/- | ملاحظات                                                                     |
| ------- | ---------------------------- | -- | - | - | - | -- | ---- | -- | --- | --------------------------------------------------------------------------- |
| 1       | رويال سبورت كلوب أندرلخت     | 10 | 7 | 3 | 0 | 24 | 9    | 59 | 15  | تأهل إلى دوري أبطال أوروبا 2010–11                                          |
| 2       | كيه إيه إيه غينت             | 10 | 4 | 4 | 2 | 20 | 13   | 41 | 7   | تأهل إلى دوري أبطال أوروبا 2010–11                                          |
| 3       | كلوب بروج كيه في             | 10 | 3 | 3 | 4 | 14 | 15   | 41 | -1  | تأهل إلى الدوري الأوروبي 2010–11                                            |
| 4       | كونينكليجك سينت ترويدن في في | 10 | 3 | 4 | 3 | 9  | 10   | 34 | -1  | انتقال إلى الجولة النهائية في دورة تحديد التأهل إلى الدوري الأوروبي 2010–11 |
| 5       | كيه في كورتريك               | 10 | 3 | 1 | 6 | 9  | 13   | 33 | -4  |                                                                             |
| 6       | سبورتفرينغنغ زولته فاريجيم   | 10 | 2 | 1 | 7 | 7  | 23   | 28 | -16 |                                                                             |

## دورة تحديد التأهل إلى الدوري الأوروبي
تنقسم الفرق الثمانية إلى مجموعتين، بحيث يتأهل المتصدران إلى جولة قبل نهائية يلاقيان فيها بعضهما ليتأهل الفائز إلى الجولة النهائي المؤهلة إلى الدوري الأوروبي.
المجموعة أ
| الترتيب | الفريق                             | ل | ف | ت | خ | له | عليه | ن  | +/- | ملاحظات                                                                         |
| ------- | ---------------------------------- | - | - | - | - | -- | ---- | -- | --- | ------------------------------------------------------------------------------- |
| 1       | كونينكليجك كلوب فيسترلو            | 6 | 3 | 1 | 2 | 12 | 9    | 10 | +3  | انتقال إلى الجولة قبل النهائية في دورة تحديد التأهل إلى الدوري الأوروبي 2010–11 |
| 2       | يالو ريد كيه في ميخيلين            | 6 | 3 | 1 | 2 | 10 | 8    | 10 | +2  |                                                                                 |
| 3       | سيركل بروج كونينكليجك سبورتفرينغنغ | 6 | 2 | 1 | 3 | 9  | 12   | 7  | -3  |                                                                                 |
| 4       | سبورت كلوب لوكييرين أو في          | 6 | 1 | 3 | 2 | 12 | 14   | 6  | -2  |                                                                                 |

المجموعة ب
| الترتيب | الفريق                      | ل | ف | ت | خ | له | عليه | ن  | +/- | ملاحظات                                                                         |
| ------- | --------------------------- | - | - | - | - | -- | ---- | -- | --- | ------------------------------------------------------------------------------- |
| 1       | كونينكليجك ريسينغ كلوب جينك | 6 | 5 | 1 | 0 | 12 | 3    | 16 | +9  | انتقال إلى الجولة قبل النهائية في دورة تحديد التأهل إلى الدوري الأوروبي 2010–11 |
| 2       | رويال ستاندارد دي لييج      | 6 | 2 | 2 | 2 | 8  | 5    | 8  | +3  |                                                                                 |
| 3       | جيرمينال بيرسخوت أنتويربن   | 6 | 1 | 2 | 3 | 6  | 12   | 5  | -6  |                                                                                 |
| 4       | سبورتينغ دو باي دي شارلروا  | 6 | 1 | 1 | 4 | 4  | 10   | 4  | -6  |                                                                                 |

الجولة قبل النهائية
| كونينكليجك ريسينغ كلوب جينك            | 2 – 2 | كونينكليجك كلوب فيسترلو                                  |
| -------------------------------------- | ----- | -------------------------------------------------------- |
| كيفين دي بروين 84' · صامويل يوبواه 90' | تقرير | أوليكساندر بافلوفيتش ياكوفينكو 22' · إلينتوني ليليوي 62' |

| كونينكليجك كلوب فيسترلو | 0 – 3 | كونينكليجك ريسينغ كلوب جينك                                         |
| ----------------------- | ----- | ------------------------------------------------------------------- |
|                         | تقرير | خواو كارلوس بينتو تشافيز 4' · توماس بافل 71' · مارفين أوغونجيمي 81' |

فاز جينك بمجموع المباراتين 5–2 وتأهل إلى الجولة النهائية.
الجولة النهائية
| كونينكليجك ريسينغ كلوب جينك             | 2 – 1 | نادي سينت ترويدن   |
| --------------------------------------- | ----- | ------------------ |
| مارفين أوغونجيمي 19' · فابيان كاموس 59' | تقرير | إبراهيم سيديبي 40' |

| نادي سينت ترويدن                                        | 2 – 3 | كونينكليجك ريسينغ كلوب جينك                                |
| ------------------------------------------------------- | ----- | ---------------------------------------------------------- |
| إبراهيم سيديبي 6' (ركلة جزاء) · هيرفي ندجانا أونانا 79' | تقرير | مارفين أوغونجيمي 21' · إيليانوف باردا 44' · توماس بافل 56' |

فاز جينك بمجموع المباراتين 5–3 وتأهل إلى الدوري الأوروبي 2010–11.